# チズラーゴ
チズラーゴ（イタリア語: Cislago）は、イタリア共和国ロンバルディア州ヴァレーゼ県にある、人口約10,000人の基礎自治体（コムーネ）。

## 地理

### 位置・広がり

#### 隣接コムーネ
隣接するコムーネは以下の通り。括弧内のCOはコモ県、MIはミラノ県所属を示す。
- ジェレンツァーノ
- ゴルラ・ミノーレ
- リーミド・コマスコ (CO)
- モッツァーテ (CO)
- レスカルディーナ (MI)
- トゥラーテ (CO)

### 地震分類
イタリアの地震リスク階級 (it) では、4 に分類される
。

## 行政

### 分離集落
チズラーゴには、以下の分離集落（フラツィオーネ）がある。
- Massina, Cascina Visconta, Cascina Mombello, Santa Maria Iniziata